# Speed of Light (album)
 (novembre 2017).
Si vous disposez d'ouvrages ou d'articles de référence ou si vous connaissez des sites web de qualité traitant du thème abordé ici, merci de compléter l'article en donnant les références utiles à sa vérifiabilité et en les liant à la section « Notes et références ».
Speed of Light est le 2e album de Corbin Bleu sans compter ceux fait avec High School Musical. 

## Liste des titres
1. Moments That Matter
2. Fear of Flying
3. Angels Cry
4. My Everything
5. Paralyzed
6. Willing to Go
7. Speed of Light
8. Champion
9. Close
10. Whatever It Takes
11. Rock 2 It
12. Celebrate You
13. Bodyshock